# Памятник Ковпаку (Киев)
Памятник Ковпаку — памятник-бюст командиру Путивльского партизанского отряда (1-й Украинской партизанской дивизии) Сидору Ковпаку. Памятник-бюст был открыт в честь Дня партизанской славы накануне — 21 сентябре 2013 года и установлен на аллее Славы в Парке Вечной Славы, вблизи могилы неизвестного солдата, и рядом с памятником Алексею Федорову.
Надпись на постаменте: «Двічи Герой Радянського Союзу. Керівник підпільно-партизанського руху, генерал-майор Ковпак Сидір Артемійович». «Народився 7 червня 1887 року в селі Котельва нині смт Котельва Полтавської області. Учасник Великої Вітчизняної війни. 18 травня 1942 року удостоєний звання Герой Радянського Союзу. 4 січня 1944 року нагороджений другою медаллю „Золота Зірка“ Героя Радянського Союзу».
На открытии бюста Сидора Ковпака и Алексея Федорова Николай Азаров заявил: 

Этот проект мы вынашивали не один год, и я уверен, что он нужен не только Киеву, но и всей стране. Работы по обустройству Аллеи Славы идут полным ходом. В 2015 году мы её обязательно закончим